# Unión Deportiva San Antonio
La Unión Deportiva San Antonio es un club de fútbol de la ciudad de Las Palmas de Gran Canaria. Fue fundado el 20 de septiembre de 1953. Ha participado en competición los 70 años de forma ininterrumpida. Por sus filas han pasado jugadores que han llegado a ser profesionales con la Unión Deportiva Las Palmas tanto en Segunda División Española como en Primera División Española.
En la actualidad, el equipo compite en la Primera Regional Aficionado-Gran Canaria de Fútbol de Canarias que constituye el 7.º nivel del sistema de Ligas de fútbol de España. Disputó en tres ocasiones el Campeonato de España de Aficionados de la Real Federación Española de Fútbol proclamándose Subcampeón en la Temporada 69/70 perdiendo en la final 5-1 en el Estadio de la Viña de la ciudad de Alicante contra el Real Madrid Aficionados, equipo en el que militaban en ese momento jugadores de la talla de Vicente del Bosque, Mariano García Remón y Juan Planelles. También militó 7 temporadas en Tercera División de España.

## Historia
La U.D. San Antonio fundada el 20 de septiembre de 1953 por fusión de los Clubes C.D. Doramas y C.D. Castilla presididos por entonces por D. Pascual Reyes Armas y D. Domingo Monzón respectivamente.
Aunque el club nació con la camiseta negra, pantalón blanco y medias blancas desde el año 1956 aproximadamente su indumentaria es de color blanco con cuello negro.
Ha participado ininterrumpidamente en competición oficial a lo largo de sus setenta años de historia, siendo tres veces Campeón de Canarias.
Su primer domicilio fue en Paseo de San Antonio num. 13, de Las Palmas de Gran Canaria, en 1962 se trasladó a la calle Ilesilla num. 13 de Las Palmas de Gran Canaria y en la actualidad esta domiciliado en un local de su propiedad en la calle Rafael Mesa y López, 83 Bajo, de Las Palmas de Gran Canaria.

## Logros
Disputó tres Campeonato de España de Aficionados, siendo el primero en la temporada 1969/1970, jugando la final frente al Real Madrid Aficionados, de los Vicente del Bosque, Juan Planelles, Mariano García Remón etc., en el Estadio de la Viña de la ciudad de Alicante, proclamándose Subcampeón del torneo.
Militó siete temporadas en la Tercera División de España y otras tantas en la División de Honor Juvenil de España.

## Jugadores Profesionales
Por sus filas han pasado jugadores que más tarde fueron profesionales con la Unión Deportiva Las Palmas, como Bosmediano ( Ñoño), Menchu, Ló, Noly, Noda, Sintes etc. y últimamente, Álex Castro y Orlando Quintana.

## Temporadas
| Temporada | División     | Posición | Copa del Rey |
| --------- | ------------ | -------- | ------------ |
| 1970/71   | 1.ªRegional  | 1.º      |              |
| 1971/72   | 1.ªRegional  | 4.º      |              |
| 1972/73   | 1.ªRegional  | 8.º      |              |
| 1973/74   | 1.ªRegional  | 9.º      |              |
| 1974-75   | 2.ªRegional  | 2.º      |              |
| 1975/76   | 1.ªRegional  | 6.º      |              |
| 1976/77   | 1.ªRegional  | 1.º      |              |
| 1977/78   | Preferente   | 5°       |              |
| 1978/79   | Preferente   | 2°       |              |
| 1979/80   | Preferente   | 8°       |              |
| 1980/81   | 3ª División  | 20.º     |              |
| 1981/82   | Preferente   | 2º       |              |
| 1982/83   | 3ª División  | 12.º     |              |
| 1983/84   | 3ª División  | 18.º     |              |
| 1984/85   | Preferente   | 6.º      |              |
| 1985/86   | Preferente   | 2º       |              |
| 1986/87   | Preferente   | 8º       |              |
| 1987/88   | Preferente   | 1.º      |              |
| 1988/89   | 3.ª División | 22º      |              |
| 1989/90   | Preferente   | 9º       |              |
| 1990/91   | Preferente   | 8.º      |              |
| 1991/92   | Preferente   | 6.º      |              |
| 1992/93   | Preferente   | 2.º      |              |
| 1993/94   | Preferente   | 2.º      |              |
| 1994/95   | 3ªDivisión   | 8.º      |              |
| 1995/96   | 3ªDivisión   | 16.º     |              |
| 1996/97   | 3ªDivisión   | 19.º     |              |
| 1997/98   | Preferente   | 16.º     |              |
| 1998/99   | 1.ªRegional  | 6.º      |              |
| 1999/00   | 1.ªRegional  | 2.º      |              |
| 2000/01   | Preferente   | 9º       |              |
| 2001/02   | Preferente   | 17.º     |              |
| 2002/03   | 1.ªRegional  | 9.º      |              |
| 2003/04   | 1.ªRegional  | 10.º     |              |
| 2004/05   | 1.ªRegional  | 14.º     |              |
| 2005/06   | 1.ªRegional  | 6.º      |              |
| 2006/07   | 1.ªRegional  | 17.º     |              |
| 2007/08   | 2.ªRegional  | 1.º      |              |
| 2008/09   | 1.ªRegional  | 3º       |              |
| 2009/10   | 1.ªRegional  | 3º       |              |

| Temporada | División    | Posición | Copa del Rey |
| --------- | ----------- | -------- | ------------ |
| 2010/11   | 1.ªRegional | 3.º      |              |
| 2011/12   | 1.ªRegional | 1.º      |              |
| 2012/13   | Preferente  | 4º       |              |
| 2013/14   | Preferente  | 5.º      |              |
| 2014/15   | Preferente  | 4.º      |              |
| 2015/16   | Preferente  | 3.º      |              |
| 2016/17   | Preferente  | 9º       |              |
| 2017/18   | Preferente  | 7.º      |              |
| 2018/19   | Preferente  | 9.º      |              |
| 2019/20   | Preferente  | 14°      |              |
| 2020/21   | Preferente  | 12°      |              |
| 2021/22   | 1.ªRegional | 2.º      |              |
| 2022/23   | 1.ªRegional | 7.º      |              |
| 2023/24   | 1.ªRegional | 12.º     |              |
| 2024/25   | 1.ªRegional | En curso |              |

### Datos del club
- Temporadas en 3ªDivisión: 7
- Temporadas en Preferente: 25
- Temporadas en 1ªRegional: 21
- Temporadas en 2ªRegional: 2